# Награда Дискоболос
Награда Дискоболос се додељује за најбоља остварења у области радио и телевизије и информационе технологије.
Од 2004. покровитељ награде је председник Републике Србије, Министарства трговине и туризма и Министарства културе. Жиријем председава обично висока личност из неког од министрастава а 2006. године то је био помоћник министра из министарства науке и заштите животне средине.
Манифестацију органзује и води ЈИСА (јединствени информатички савез) из Београда
У оквиру признања додељује се награда "Дискоболос" или посебно признање. Ове награде се дају за следеће области:
- Пројектовање и производња
- Управљање
- Друштвене делатности
- Финансије
- Здравство
- Образовање
- Услуге

Поред наведених додељују се специјална признања тзв „Мали Дискоболос“ за:
- Стручни ИЦТ (информационо-речунарске технологије) скупови
- ИЦТ радио и ТВ емисије
- ИЦТ издаваштво
- Страни ИЦТ партнери